# Höritzer Passionsspiele

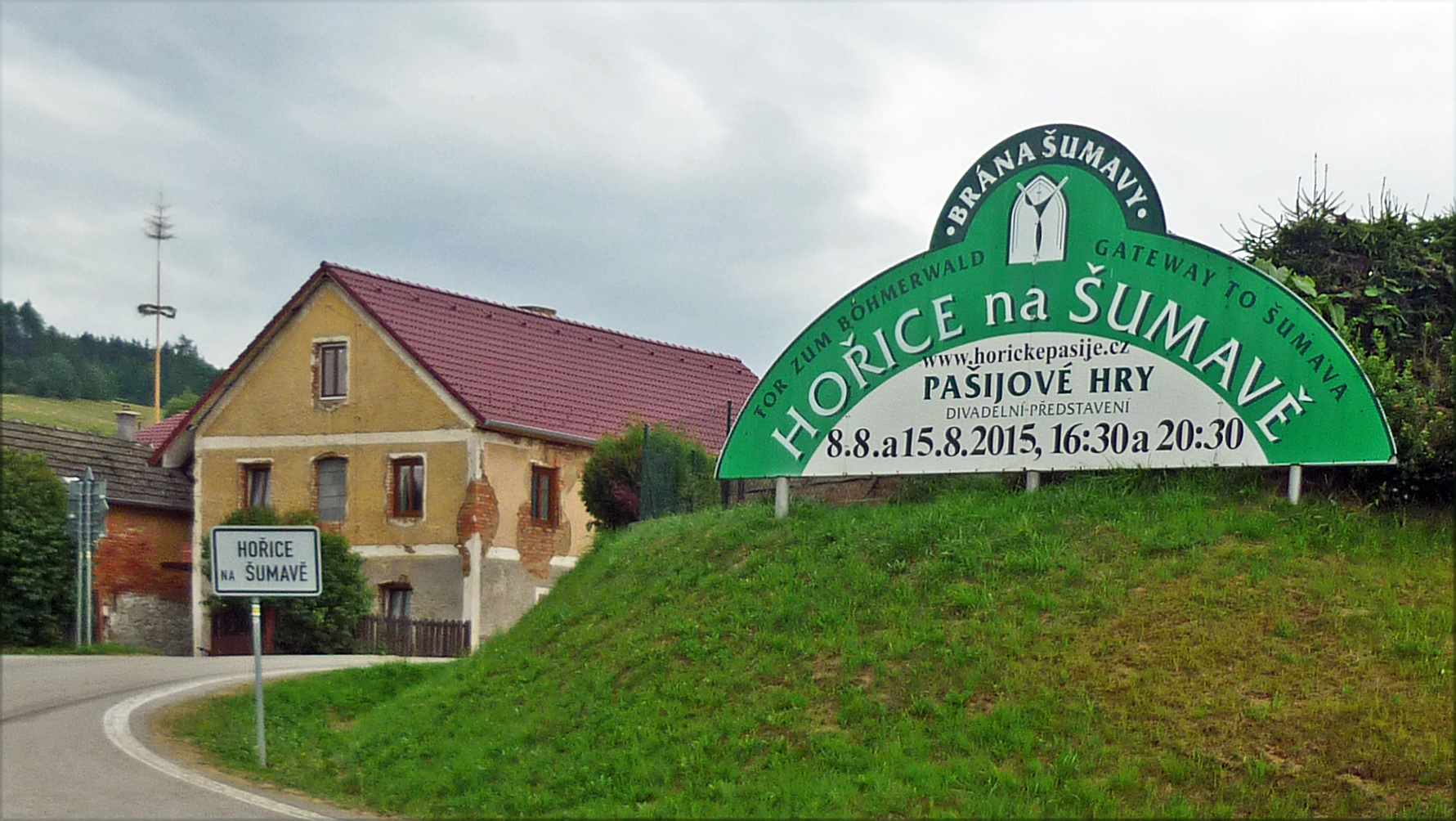
Ortseingang von Höritz mit Hinweistafel auf die Passionsspiele

Die Höritzer Passionsspiele (tschechisch Hořické pašijové hry) sind ein Passionsspiel, das in Höritz im Böhmerwald (heute Hořice na Šumavě) in Südböhmen von Laienspielern aufgeführt wird und die Geschichte der letzten Tage im Leben von Jesus Christus und des Leidens und Sterbens Jesu am Kreuz darstellt.

## Szenen

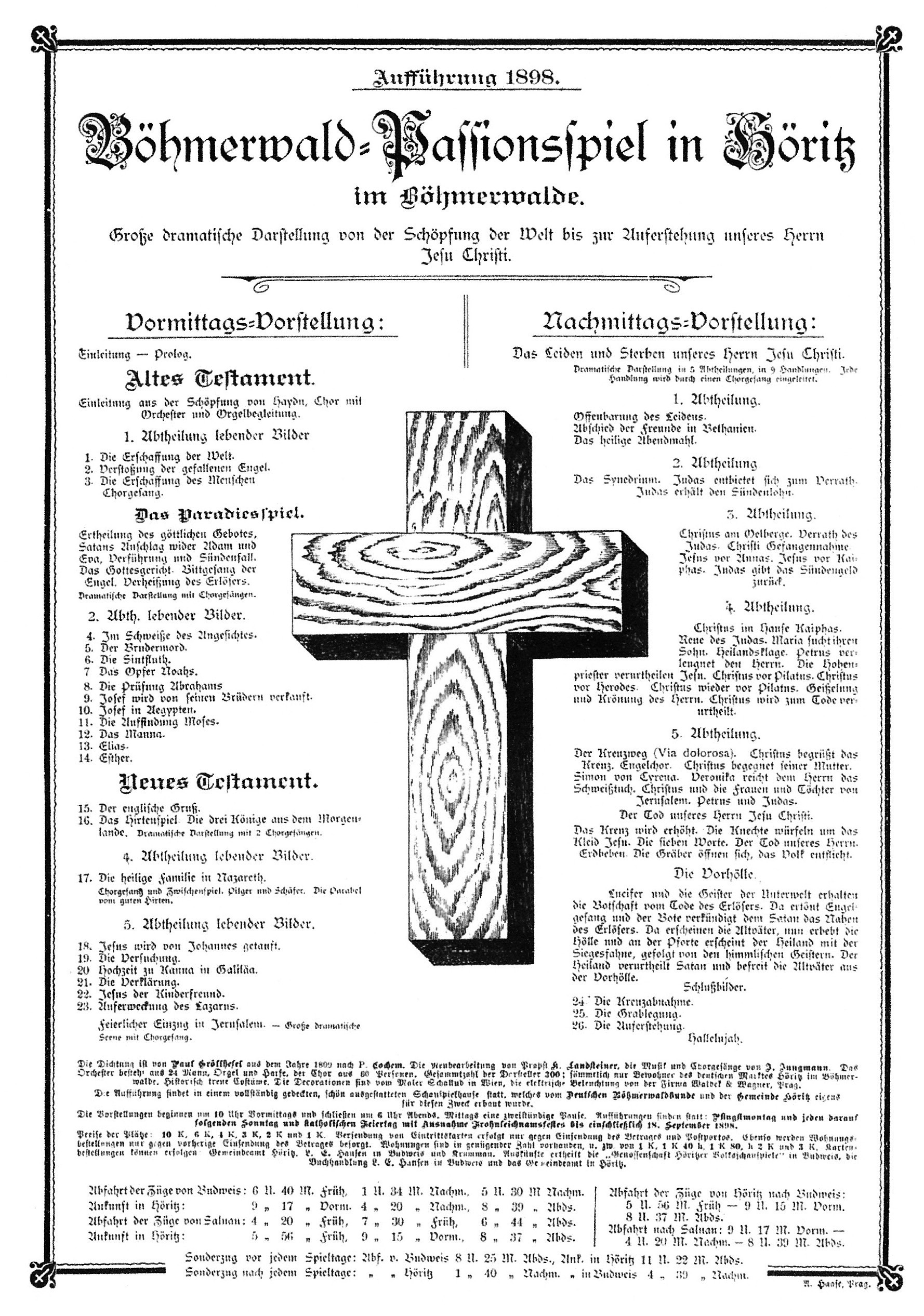
Programmzettel der Höritzer Passionsspiele

Bei den zeitgenössischen Festspielen werden die folgenden Szenen aufgeführt:
- Letztes Abendmahl mit den Jüngern
- Gebet in Garten von Gethsemane
- Verhaftung und das Gericht im Hohen Rat
- Gericht vor Herodes und vor Pontius Pilatus
- Verurteilung
- Kreuzweg
- Kreuzigung Christi

Bei den alten Festspielen ab 1893 wurden Szenen aus dem Alten und dem Neuen Testament dargestellt, siehe Programmzettel von 1898.

## Geschichte

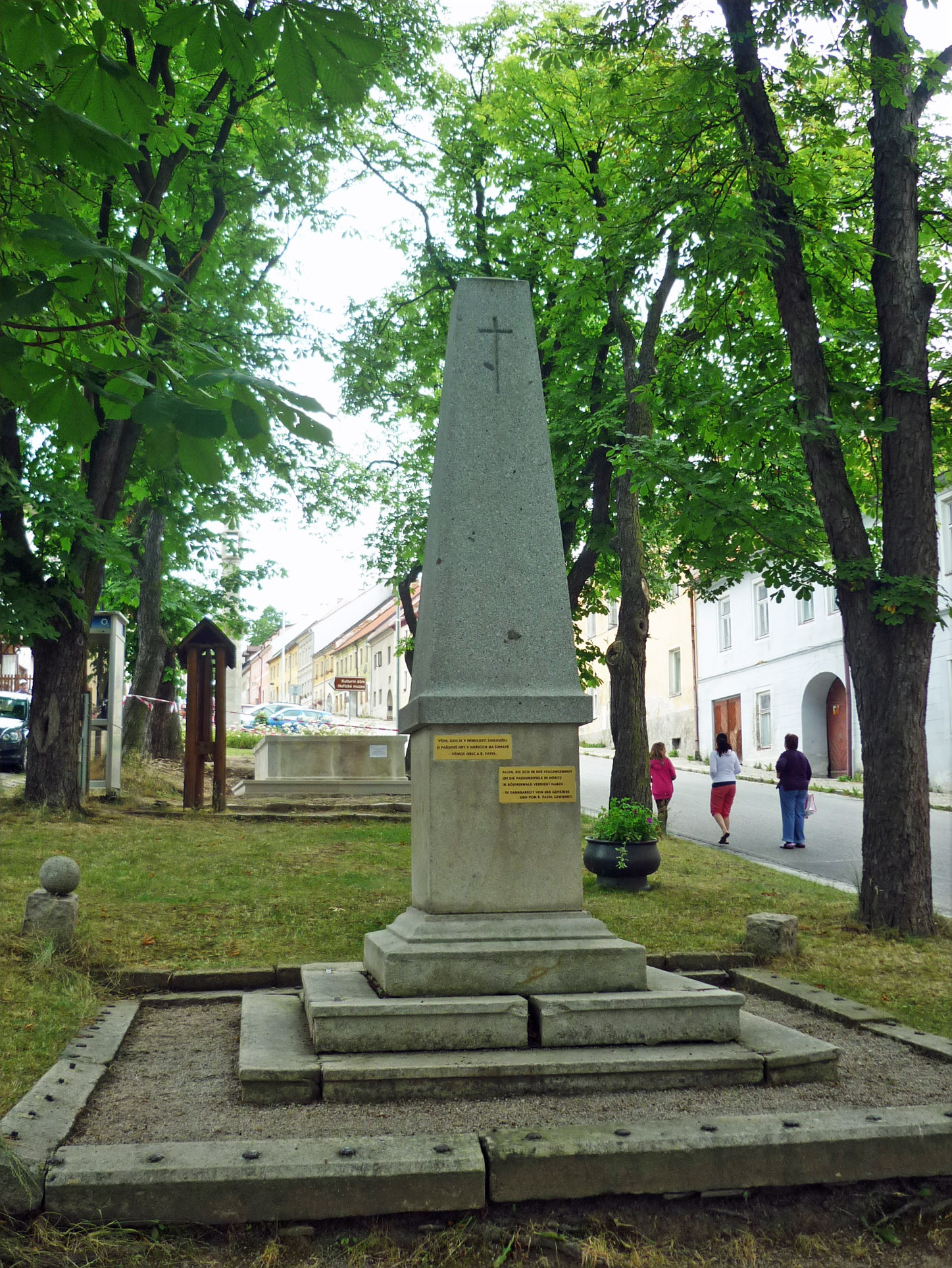
Gedenkstein an die Höritzer Passionsspiele auf dem Markt

Seit 1290 gehörte die Gemeinde Höritz zur Zisterzienserabtei Hohenfurth, 1375 wurde sie zur Stadt erhoben und erhielt 1549 das Marktrecht. Die geistliche Verwaltung verblieb stets in den Händen der Zisterzienser, mit deren Wirken auch die Tradition der Volksmysterien und Spiele mit geistlicher Thematik in diesem Ort verbunden war. Dabei handelte es sich um Spiele mit Motiven aus dem Alten Testament (Paradiesspiel) und aus dem Neuen Testament (Spiel über die Geburt Christi, Christkindlspiel, Hirtenspiel mit dem Gleichnis vom Guten Hirten). Das bedeutendste Thema aus dem Neuen Testament – das Leben, die Leiden, der Tod und die Auferstehung Jesu Christi – war der Gegenstand von Passionsspielen.

## Aufführungsgeschichte
Die Höritzer Passionsspiele knüpfen an die mittelalterlichen Darstellungen der Mönche aus der Zisterzienserabtei Hohenfurth an, deren Tradition bis in das 13. Jahrhundert zurückreicht, wobei es jedoch im 17. Jahrhundert zu einer Unterbrechung kam.

### Passionsspiele in Höritz von 1816 bis 1887
Historisch belegt sind die Passionsspiele seit dem Jahr 1816, als der Höritzer Leineweber Paul Gröllhesl mit Hilfe des Pfarrers und alter überlieferter Texte eine neue Fassung der Passionsgeschichte niederschrieb und diesen mit einer Laienspielgruppe von 15 Höritzer Bürgern einübte und spielte. Der Text trug den Titel Das Leiden und Sterben Unseres Herrn Jesu Christi – ein Trauerspiel in 5 Aufzügen und einem Vorspiel und diente für längere Zeit als Bühnentextbuch.
Diese Laienspiele waren ein Ausdruck der Volkskunst und der tiefen Frömmigkeit im Böhmerwald. In den Jahren 1816 bis 1840 wurde das Passionsspiel an den Sonntagen in der Fastenzeit und in der Karwoche in den Sälen von Gasthäusern zunächst ohne Kostüme mit einfachen Requisiten gespielt. Danach gab es bereits Ausstattungs- und Kostümvorstellungen und die Aufführungen erfolgten sowohl in der Kirche, als auch in Gasthäusern. Das Passionsspiel wurde dann vom Höritzer Amateurtheaterverein mit einer Reihe von Änderungen in unregelmäßigen Abständen bis zum Jahr 1887 in 11 Jahren aufgeführt.

### Große Passionsspiele in Höritz von 1893 bis 1936

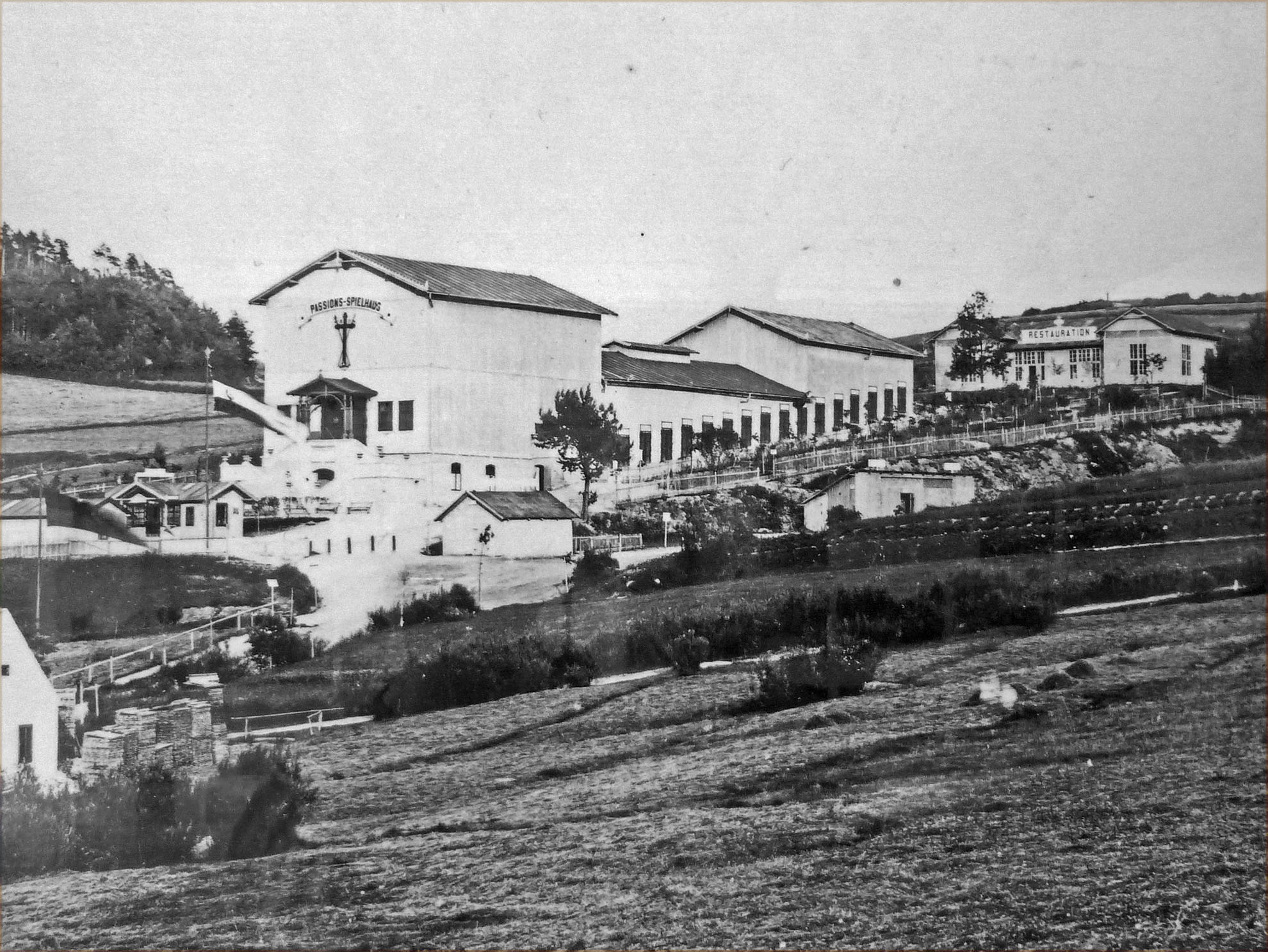
Ehemaliges Festspieltheater (1893 bis 1948)

Im Jahr 1887 kam der Ethnograph Johann Josef Ammann, Professor am deutschen Gymnasium in Böhmisch Krumau, nach Höritz. Den ursprünglichen Text von Gröllhesl änderte und ergänzte er so, dass es möglich wurde, ein großartiges Passionsspiel ähnlich den Passionsvorstellungen in Oberammergau und Brixlegg aufzuführen. Der Text wurde 1894 von Karl Borromäus Landsteiner nochmals überarbeitet. Für diese Absicht konnte er sowohl die Bürger von Höritz als auch den Deutschen Böhmerwaldbund (gegründet im Jahre 1884) begeistern, mit dessen Hilfe in den Jahren 1892–1893 ein neues Theatergebäude unterhalb der ehemaligen Wallfahrtskirche St. Anna-Kapelle erbaut wurde. Der Architekt dieses Festspielhauses war Jakob Stabernak (1847–1932) aus Budweis. Die Premiere der ersten großen Passionsspiele fand am 25. Juni 1893 statt.
Die Höritzer Passionsspiele, die zunächst von 1893 bis 1896 alljährlich stattfanden, wurden zu einem Besuchermagnet. Die Vorstellungen in den ersten zwei Jahren wurden von etwa 80.000 Personen besucht. Der Zuschauerraum besaß 1700 Plätze und wurde nach dem ersten Jahr auf 2 000 Plätze erweitert. Unter den Gästen der Passionsspiele befanden sich auch Mitglieder der Kaiserfamilie, vornehmer Adelsgeschlechter und hohe kirchliche Würdenträger. Im Jahre 1896 drehten hier amerikanische Filmemacher den ersten Film. Ein Fragment dieses Films wurde jetzt im Filmarchiv Madrid gefunden.
Bis zum Ersten Weltkrieg gab es weitere Passionsspiele in den Jahren 1898, 1903, 1908 und 1912. Die erste Vorstellung nach dem Krieg fand im Jahre 1923 statt und die weiteren Vorstellungen dann in den Jahren 1927, 1930, 1933 und 1936. Alle Vorstellungen wurden auf Deutsch gespielt. Seit 1923 gab es auch ein Textbuch in Tschechisch, das in sechs Auflagen erschienen ist. Im Jahr 1939 wurden die Passionsspiele in Höritz von den Nationalsozialisten verboten. Das Theatergebäude wurde zu einem Lager für militärisches Material umfunktioniert. Die Tradition der Passionsspiele schien damit beendet.

### Tschechische Passionsaufführungen in Hořice na Šumavě nach 1945
Nach dem Ende des Zweiten Weltkriegs wurde die deutsche Bevölkerung  aufgrund der Beneš-Dekrete vertrieben. In die Gemeinde Höritz/Hořice kamen neue Siedler.  Auf Initiative von Jaroslav Tomáš Vetešník und des Pfarrers Pater Jan Václav Straka aus Gojau/Kájov entschied man sich, die Vorkriegstradition aufzugreifen und die Passionsspiele in tschechischer Sprache fortzuführen. Als Grundlage für die Vorstellungen diente der alte deutsche Passionstext von Landsteiner in der neuen tschechischen Übersetzung von Msgr. Antonín Melka.
Es erfolgten notwendige Sanierungsarbeiten am Theatergebäude sowie eine Erneuerung der Bühnenausstattung und der Kostüme.  Die Aufführung erfolgte unter der Regie von Jaroslav Tomáš Vetešník in der Ausstattung von Vladimír Sova.  Mit der Einstudierung der Spiele begann man schon im Jahre 1946. Die tschechischen Passionsvorstellungen fanden im August 1947 (noch in einer gekürzten Fassung) und 1948 statt. Es wurden insgesamt zwanzig Vorstellungen gegeben, die ein großes Interesse fanden.
Im Jahr 1949 wurden die Passionsspiele von der kommunistischen Regierung verboten. Das Theatergebäude wurde zunächst als Schafstall und Strohlager benutzt. Danach wurde das Holzgebäude entfernt und im Jahre 1966 wurde das gesamte Gebäude zusammen mit der nahegelegenen St. Anna-Kapelle (Wallfahrtskirche) gesprengt. An die Passionsspiel-Tradition sollte nichts mehr erinnern.

### Passionsspiele in Hořice na Šumavě nach 1990

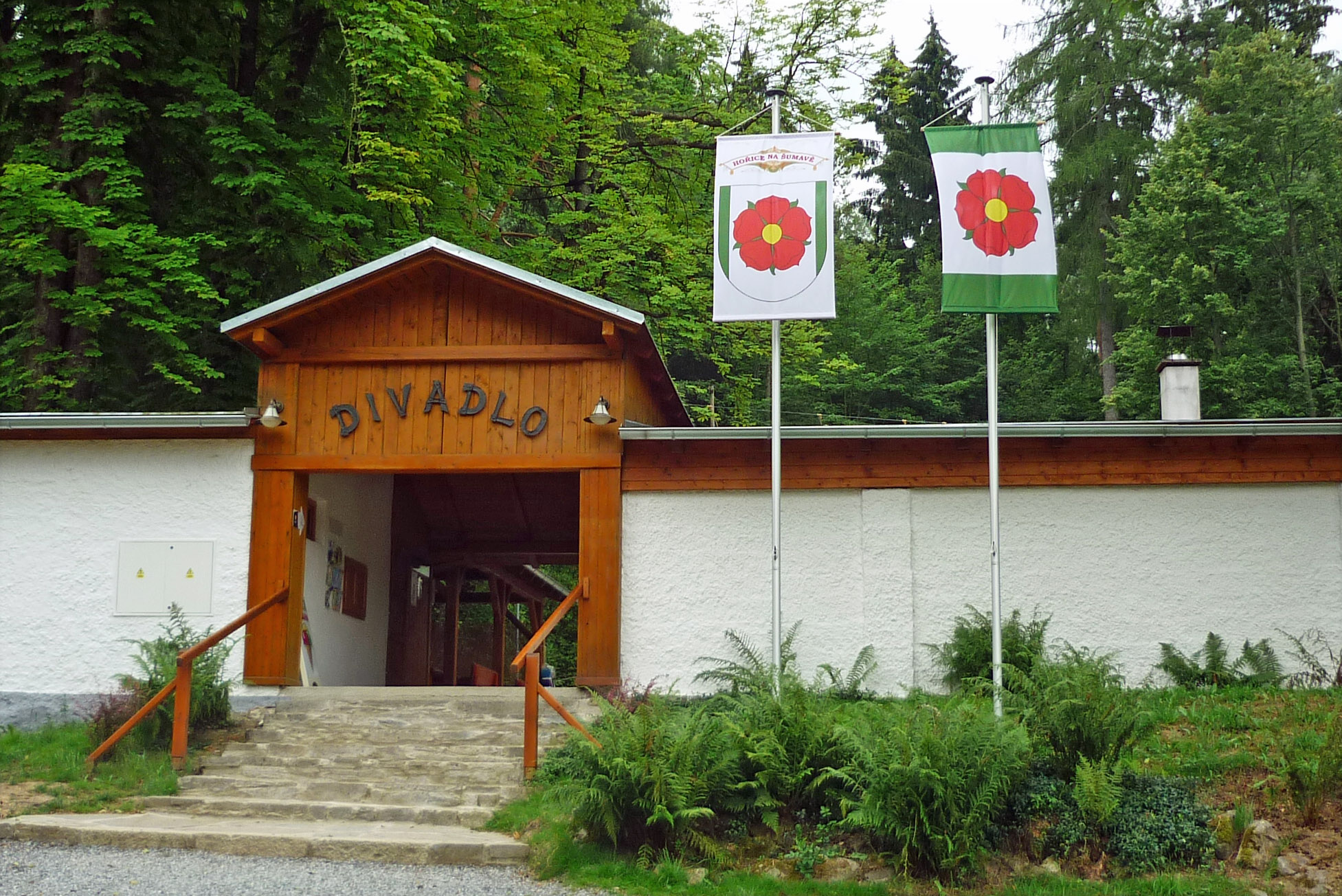
Eingang zum Festspiel-Theater

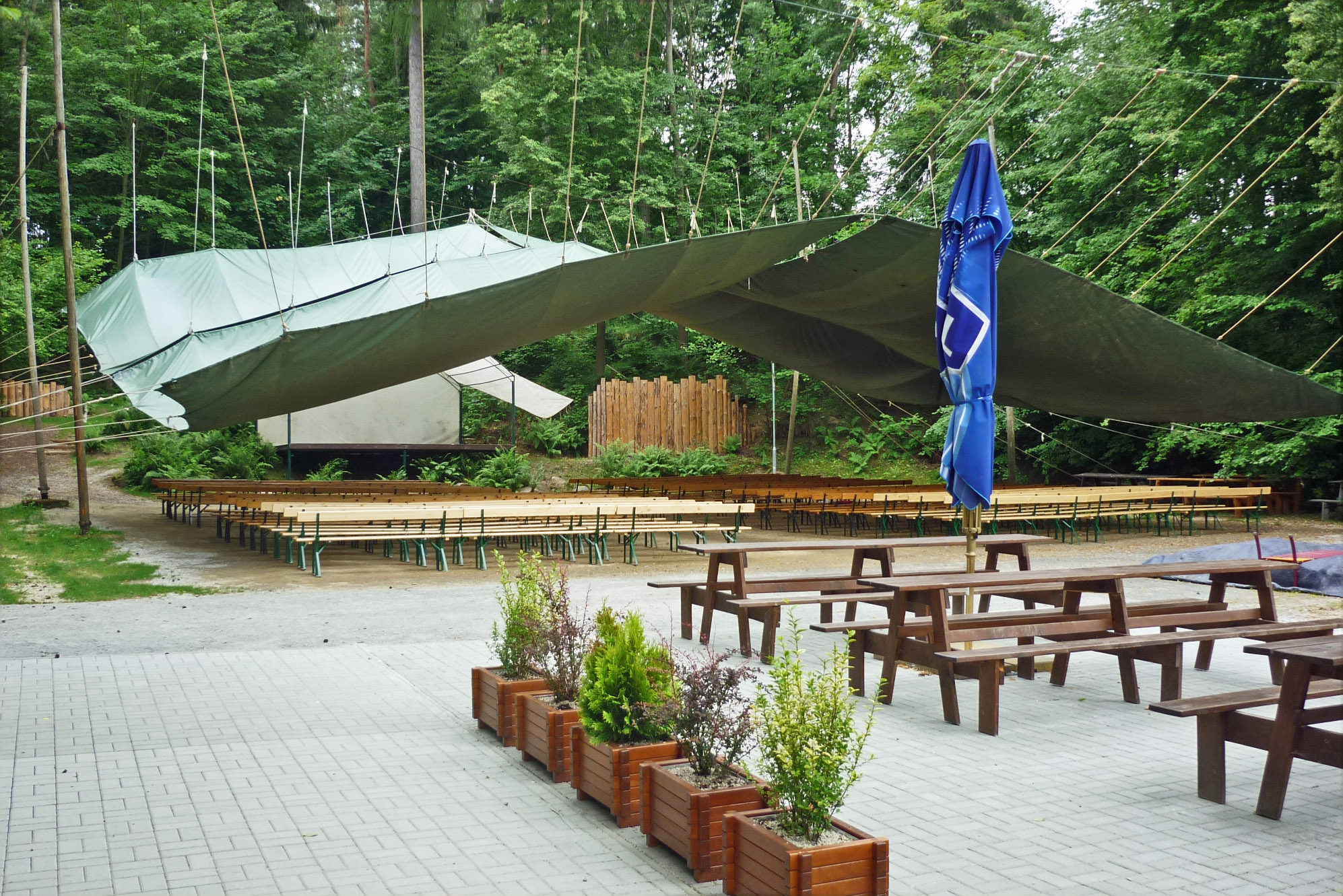
Aufführungsstätte der Passionsfestspiele

Nach der „samtenen Revolution“ im Jahr 1989 kam es zu Initiativen verschiedener Bürger, die sich um die Wiederherstellung der Passionsspiel-Tradition bemühten. Der Bürgermeister der Gemeinde Hořice Miroslav Čuňát sowie Karel Fila und Růžena Hotová gründeten die „Gesellschaft für die Wiederherstellung der Passionsspiele in Hořice na Šumavě“, den Verein „Pašije“ (Passion). Jindřich Pecka schrieb den Text für das neue tschechische Passionsspiel, der Komponist Jaroslav Krček komponierte die Musik und nahm sie zusammen mit der Gruppe „Musica Bohemica“ auf. Die Regie übernahm der Theatermacher Antonín Bašta. Im Juni 1992 begannen die Proben mit den Laienschauspielern. Die Kostüme wurden von der Höritzer Lehrerin Alena Strašrybková entworfen. Das neue Festspieltheater ist eine Naturbühne mit Zeltdach im Wald etwas oberhalb des Ortes.
Die Premiere der neuen tschechischen Passionsspiele in Hořice na Šumavě fand am 29. Juni 1993 statt, also 100 Jahre nach der Premiere der Passionsspiele von Ammann. In den ersten vier Jahren fanden insgesamt 36 Vorstellungen statt, die von fast 10.000 Zuschauern besucht wurden. Unter ihnen befanden sich auch Vertreter der Passionsgesellschaften aus ganz Europa „Europassion“, sowie Repräsentanten des öffentlichen Lebens und der katholischen Kirche, darunter der päpstliche Nuntius in der Tschechischen Republik Giovanni Coppa, der Prager Erzbischof Kardinal Miloslav Vlk, der Budweiser Bischof Antonín Liška und der Generalvikar der Budweiser Diözese Ladislav Dvořák. Beim Treffen der Passionsspielgesellschaften (aus Cervera, Ligny, Nancy, Tegelen und Mendrisio) in Thiersee in Tirol wurde Růžena Hotová für die Arbeit des Vereins „Passion“ mit dem „Goldenen Kreuz der Europassion“ ausgezeichnet. Im Jahre 2002 wurde „Die Gesellschaft für die Erhaltung der Passionsspiele“ gegründet und Vítězslav Kučera zum Vorstand gewählt.
In Hořice na Šumavě gibt es auch ein Museum der Passionsspiele.

## Personen mit Bezug zu den Passionsspielen

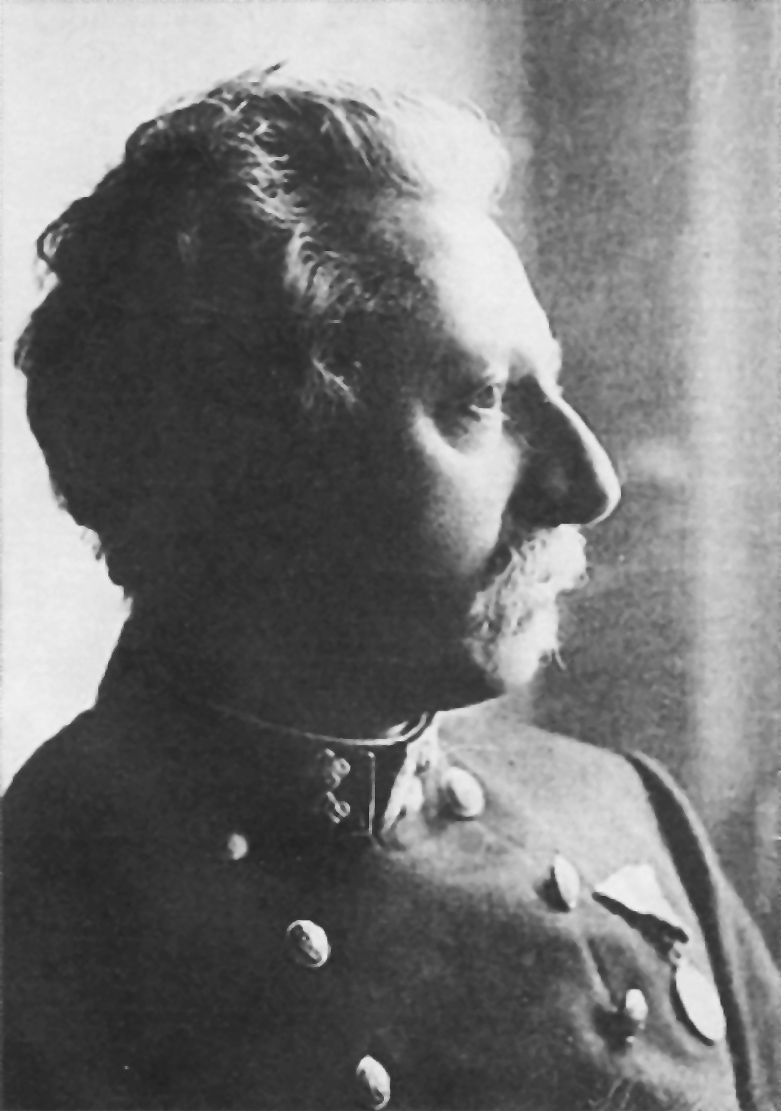
Johann Josef Ammann (1852–1913)

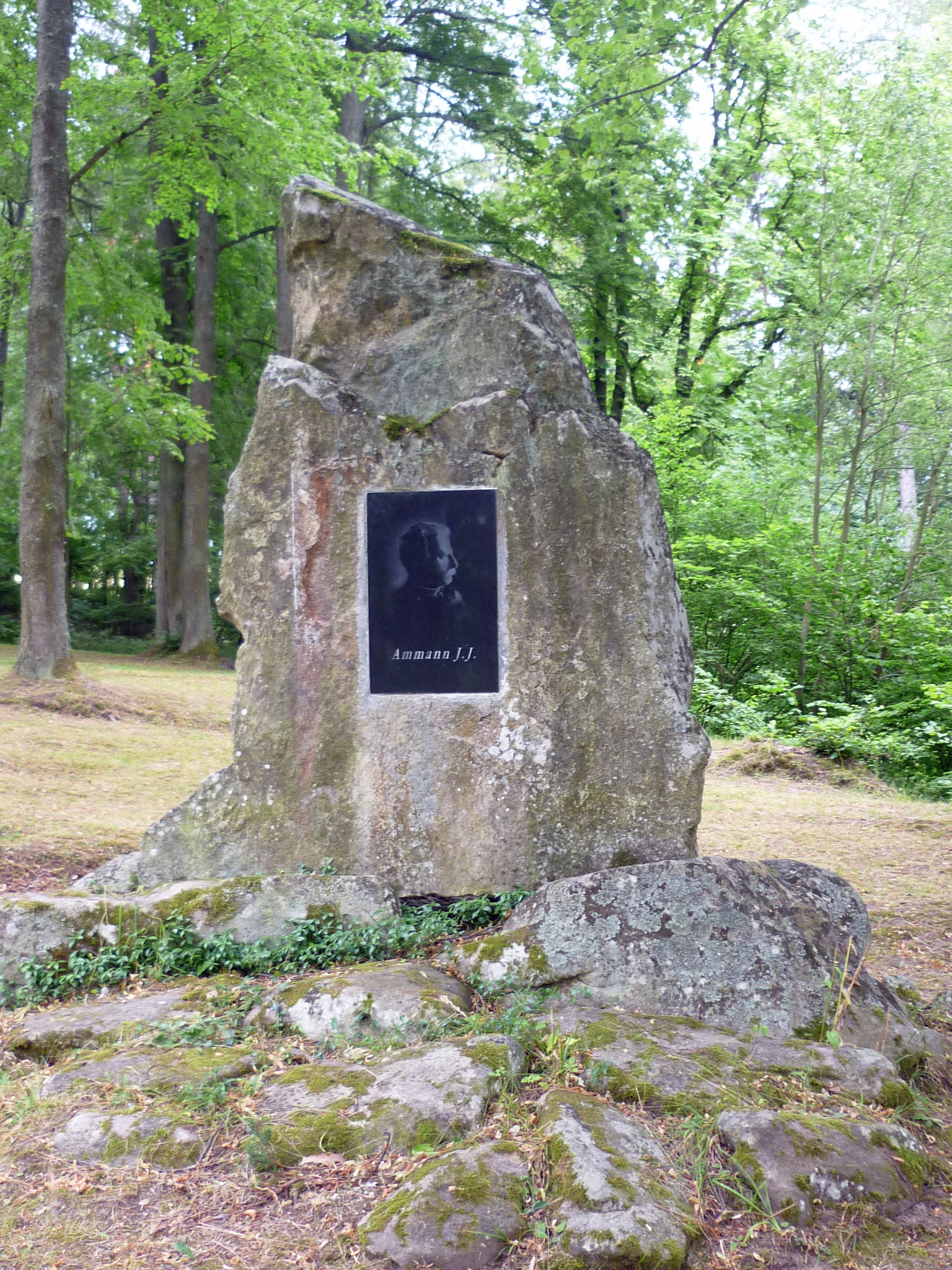
Ammann-Gedenkstein am Festspieltheater

- Paul Gröllhesl (1785–1864) war ein Leinewebermeister und Laienschriftsteller aus Höritz. Er schrieb in Zusammenarbeit mit dem Höritzer Pfarrer den Text für das Passionsspiel Das Leiden und Sterben Unseres Herrn Jesu Christi – ein Trauerspiel in 5 Aufzügen und einem Vorspiel. Als Vorlage diente ihm unter anderem auch das damals volkstümliche Buch des Kapuziners P. Martin von Cochem Das große Leben und Leiden Jesu Christi aus dem Jahr 1682 und die mündlich überlieferten Fragmente der alten volkstümlichen Passionsspiele. Der ursprüngliche Text von Gröllhesl wurde danach mehrfach überarbeitet, aber bis zum Jahre 1887 in seinem Sinne weiter gespielt.[10]
- Johann Josef Ammann (1852–1913) war Ethnograph und Lehrer am deutschen Gymnasium in Böhmisch Krumau (heute Český Krumlov). In den Jahren 1887/88 überarbeitete er den alten Text von Gröllhesl und schuf damit die Grundlage für die erneuerten Höritzer Passionsspiele. Ammann, der auch als „Vater der Völkerkunde im Böhmerwald“ bezeichnet wurde, war davon überzeugt, dass die Passionsspiele ein geistiges Gut der Gemeinde Höritz bildeten und ihre Aufführungen in eigener Regie zugunsten der Gemeinde durchgeführt werden sollten. Er unterstützte den Bau des neuen Theatergebäudes und die Anschaffung der notwendigen Theaterausstattung, wie Kostüme und Requisiten.[11]
- Karl Borromäus Landsteiner (1835–1909), Prälat, Propst von Nikolsburg in Mähren, überarbeitete den Text von Ammann 1894 nochmals.
- Jakob Stabernak (1847–1932), Stadtbaumeister von Budweis, ist der Erbauer des Festspielhauses.[12][13][14]
- Paulus Josef Heinrich (* 1871 in Deutsch Brod (Havlíčkův Brod), † 1951 in Oberalting) war Zisterzienser im Kloster Hohenfurth (Vyšší Brod) und Pfarrer (Kreisvikar) in Höritz. Er wirkte als Vorsitzender des Vorbereitungsausschusses zur Wiederbelebung der Passionsspiele nach dem Ersten Weltkrieg und als Regisseur bei den Festspielen mit.[15]
- Jordan Wiltschko (1859–1922), Steinmetz, Unternehmer, Christus-Darsteller 1887 bis 1912
- Johann Bartl (1862–1930), Lehrer in Höritz und Christus-Darsteller[4]
- Johann Cipin (1887–1970), Lehrer in Höritz, Christus-Darsteller von 1923, 1927 und 1930[4]
- Johann Wiltschko (1892–1955), Steinmetz, Unternehmer und von 1930 bis 1934 Bürgermeister des Marktes Höritz und Christus-Darsteller 1930, 1933 und 1936 bei den Passionsspielen.[16]
- Franz Bayer (der Jüngere) (1898–1963) war ein langjähriges Mitglied des Passionsschauspiel-Ensembles. In den Jahren 1923–27 spielte er den hl. Johannes Evangelista bei den Passionsspielen.[15]
- Jaroslav Tomáš Vetešník (1908–1975) veranlasste die Erneuerung der Passionsspiele nach dem Zweiten Weltkrieg, zusammen mit dem Pfarrer Pater Jan Václav Straka (1916–1970), er führte die Regie und war Christusdarsteller.[4]
- František Hladký, Maler und Bildhauer, als Christus-Darsteller von 1993 bis 1996[17]